# Abrígate
Abrígate és una pel·lícula espanyola-argentina que es va filmar durant 2006 a Espanya. Es tracta d'una comèdia romàntica, protagonitzada per Manuela Pal i Félix Gómez. La pel·lícula compta amb la direcció de Ramón Costafreda i amb el guió de Fernando Castets.

## Sinopsi
Valeria (Manuela Pal) decideix mudar-se de Buenos Aires -la seva ciutat natal- a Betanzos, a la província de la Corunya, d'on procedeix la seva família. Val té 25 anys, és una noia excèntrica, divertida i somiadora que es troba en la cruïlla sentimental més surrealista de la seva vida: després de la sobtada mort del seu amant Yves de molta més edat que ella, s'enamora de Marcelo (Félix Gómez), el fill del difunt. La seva amiga Adela (María Bouzas), propietària de la perruqueria on ambdues treballen, l'ajuda a buidar la incògnita. I mentrestant gaudeixen amb els seus veïns de les petites alegries, riuen de les penes i fantasien amb tenir una vida diferent.

## Repartiment
- Manuela Pal... Valeria
- Félix Gómez... Marcelo
- María Bouzas... Adela
- Celso Bugallo... Coco
- Amalia Gómez... Leonor
- Pablo Tamayo... Telmo
- Cristina Ramallal... Montse
- María Salgueiro... Irene
- Álex Neira... Gabriel
- Isabel Naveira... María

## Premis
A la XIII Mostra de Cinema Llatinoamericà de Lleida va guanyar el premi de l'audiència, el premi a la millor actriu (María Bouzas) i el premi TVE.